# Thomas Bernhard
Thomas Bernhard (ur. 9 lutego 1931 w Heerlen w Holandii, zm. 12 lutego 1989 w Ohlsdorfie w Austrii) – austriacki pisarz, dramaturg i poeta, uważany za jednego z najwybitniejszych reprezentantów literatury niemieckojęzycznej. W swojej twórczości często porusza tematy takie jak śmierć, alienacja, choroba czy obsesja. Tematy te są formowane w postaci monologów lub monologów wewnętrznych protagonistów jego powieści.
Jego wczesne życie, naznaczone wojną i chorobą, miało ogromny wpływ na twórczość, w której wiele wątków ma charakter autobiograficzny.
W swojej prozie wypracował specyficzny styl oparty na długich akapitach oraz nietypowej składni zdań pełnych powtórzeń, co czyni ją trudną w tłumaczeniu.
Bernhard był postacią, która zarówno za życia, jak i po śmierci, wzbudzała liczne kontrowersje. Przez jednych uważany jest za twórcę pełnego zgryzoty i nienawiści, inni natomiast widzą w nim geniusza, a jego twórczość uznają za "największe literackie osiągnięcie od czasu drugiej wojny światowej".

## Życiorys
Bernhard urodził się w Heerlen (Holandia) jako nieślubne dziecko Herty Fabjan (1904–1950) i Aloisa Zuckerstaettera (1905–1940). Jego dziadkiem od strony matki był pisarz Johannes Freumbichler. Większość dzieciństwa spędził w Wiedniu i w Seekirchen (Salzburg). Następnie, po ślubie matki w 1936, zamieszkał w Traunstein (Bawaria). Bernhard uczęszczał do szkoły podstawowej w Seekirchen, a później do narodowo-socjalistycznej (od 1945 katolickiej) szkoły z internatem, Johanneum.

Czas w szkole odmierzają pogrzeby kolejnych uczniów samobójców, którzy nie byli w stanie przystosować się do wojskowego drylu wprowadzonego przez dyrektora, narodowego socjalistę. W 1945 r. nazistowska szkoła zostaje przekształcona w katolickie gimnazjum w Salzburgu. Dyrektorem jest teraz ksiądz. Ale dyscyplina i kary cielesne pozostają bez zmian. Wychowanie do niszczenie – napisze Thomas Bernhard. Juliusz Kurkiewicz

Zakończył edukację w 1947, chcąc zostać kupcem. Z powodu sarkoidozy, nieuleczalnej choroby płuc lata 1949–1951 spędził w sanatorium Grafenhof, które opuścił podobno na własne życzenie. W latach 1955–1957 studiował aktorstwo w Mozarteum w Salzburgu. Resztę życia poświęcił pisaniu, początkowo podejmując się również dorywczych prac, wśród których było nawet rozwożenie piwa. Swobodną pracę twórczą zapewnił mu mecenat zamożnej Hedvig Stavianicek, którą poznał w sanatorium w Grafenhof. Zmarł w swym domu w Ohlsdorfie, dokąd przeprowadził się w roku 1965. Jego ostatnią wolą było zaprzestanie wystawiania jego sztuk na terenie Austrii. Zabronił także wydawać dotąd nieopublikowane dzieła. O jego śmierci poinformowano dopiero po pogrzebie. Pisarz został pochowany w wiedeńskim Grinzingu, obok swojej mecenaski, Hedvig Stavianicek i jej męża.

## Twórczość
Thomas Bernhard, często krytykowany w Austrii jako Nestbeschmutzer (dosł. kalający własne gniazdo), a równocześnie wysoko ceniony za granicą, przez wielu jest uważany za geniusza.
Na jego twórczość w głównej mierze wpływało przejmujące poczucie samotności, a także nieuleczalna choroba, która spowodowała jego śmierć w kulminacyjnym momencie życia. Jedną z charakterystycznych cech stylu Bernharda jest monolog bohatera wyjaśniający – zwykle biernemu słuchaczowi – jego pogląd na świat, co jest zazwyczaj umotywowane jakąś określoną sytuacją. Pięć z utworów: Przyczyna, Suterena, Oddech, Chłód i Dziecko jest uznawanych za prozę autobiograficzną.
Główni bohaterowie dzieł Bernharda, często uczniowie, czy też jak nazywał ich sam autor – Geistesmenschen – w swych tyradach przeciwko głupiej ludzkości potępiają wszystko, co ważne dla Austriaków: państwo (często określane jako Katolicko-Narodowo-Socjalistyczne), powszechnie uznane instytucje (jak np. wiedeński Burgtheater) i uwielbianych artystów. Jednakże pogląd na twórczość Bernharda nie powinien zawężać się tylko do wymienionych wyżej kwestii, gdyż jego dzieła niemal zawsze traktują o izolacji i postępującym samozniszczeniu ludzi dążących do doskonałości. Jest ona niemożliwa do osiągnięcia, ponieważ oznacza stagnację, a co za tym idzie – śmierć.
Es ist alles lächerlich, wenn man an den Tod denkt (Wszystko, w porównaniu ze śmiercią, jest farsą) – te słowa wypowiedział Bernhard, kiedy odbierał austriacką nagrodę narodową w 1968 r., co stało się przyczyną jednego z wielu skandali spowodowanych przez pisarza (de facto pośrednio przyczyniły się one do jego sławy). Na przykład powieść Holzfällen (Wycinka), wydana w roku 1984, przez lata nie mogła doczekać się publikacji z powodu oskarżenia o zniesławienie wystosowanego przez jednego z byłych przyjaciół pisarza. Wiele jego sztuk, a przede wszystkim Plac Bohaterów (1988), spotkało się z ostrą krytyką ze strony konserwatystów, którzy twierdzili, że Bernhard oczernia w nich Austrię. Zarówno Plac Bohaterów, jak i wiele innych dramatów zostało wystawionych przez kontrowersyjnego reżysera Burgtheater, Clausa Peymanna, który również nie uniknął krytyki (m.in. za wystawianie sztuk współczesnych i eksperymentatorskich, zamiast uznanej klasyki).
Bernhard spowodował zamieszanie nawet w momencie swojej śmierci, poprzez zakazanie w testamencie publikacji i wystawiania swoich dzieł w obrębie granic Austrii do 2059. Jednakże wykonawcy jego ostatniej woli nie przestrzegają tego zakazu i uchylają go od czasu do czasu.

### Bernhard w Polsce
W Polsce twórczość Thomasa Bernharda została rozpowszechniona głównie dzięki spektaklom Krystiana Lupy. W 1992 zaadaptował on na potrzeby spektaklu powieść Kalkwerk (I nagroda dla przedstawienia „za unikalny sposób teatralnej interpretacji, za złożoną i mistrzowską architekturę teatralną” na Międzynarodowym Festiwalu Teatralnym Kontakt 1993 w Toruniu, najlepszy spektakl 10 Ogólnopolskiego Festiwalu Sztuk Przyjemnych i Nieprzyjemnych w 1998 w ramach Teatru TV dokonano rejestracji telewizyjnej spektaklu). Lupa nie poprzestał na Kalkwerku – wyreżyserował również Immanuela Kanta w Teatrze Polskim we Wrocławiu (1996), Rodzeństwo w Starym Teatrze (1996), w 2001 w Teatrze Dramatycznym w Warszawie dokonał adaptacji wydanej już po śmierci Bernharda powieści Wymazywanie, a w 2006 w tym samym teatrze zrealizował sztukę Na szczytach panuje cisza.
Jednak Thomas Bernhard wciąż pozostaje w Polsce pisarzem mało znanym szerszej publiczności, choć wiele jego utworów ukazało się w polskich przekładach. W 2005 wydane zostały jego dwie ostatnie powieści: Wymazywanie (W.A.B.) oraz Dawni mistrzowie (Czytelnik).
W listopadzie 2012 roku miała miejsce prapremiera sztuki Bernharda „Siła przyzwyczajenia” w Teatrze Ateneum im. Stefana Jaracza w Warszawie, reżyseria Magdalena Miklasz, w roli głównej – Caribaldiego, dyrektora cyrku – wystąpił Krzysztof Gosztyła.

## Wybrane dzieła

### Proza
- Mróz, 1963 (Frost; przeł. Sławomir Błaut, wyd. pol. Wydawnictwo Poznańskie 1979, Czytelnik 2020)
- Amras, 1964 (Amras, przeł. Sława Lisiecka, wyd. pol. Od Do 2018)
- Zaburzenie, 1967 (Verstörung; wyd. pol. Czytelnik 2009)
- Prosa, 1967
- Ungenach, 1968
- An der Baumgrenze, 1969
- Partyjka, 1969 (Watten. Ein Nachlaß; wyd. pol. Wydawnictwo Literackie 1980)
- Ereignisse, 1969
- Kalkwerk, 1970 (Das Kalkwerk; przeł. Ernest Dyczek, Marek Feliks Nowak, wyd. pol. Państwowy Instytut Wydawniczy 1986)
- Der Italiener, 1971
- Midland in Stilfs, 1971
- Chodzenie, 1971 (Gehen, przeł. Sława Lisiecka, wyd. pol. Od Do 2018)
- Der Kulterer, 1974
- Autobiografie, 1975 (Die Ursache. Eine Andeutung; przeł. Sława Lisiecka, wyd. pol. Wydawnictwo Literackie 1998, Wydawnictwo Czarne 2011, 2019)
- Korekta, 1975 (Korrektur; wyd. pol. Czytelnik 2013)
- Suterena: Wyzwolenie, 1976 (Der Keller. Eine Entziehung; przeł. Sława Lisiecka, wyd. pol. 1983)
- Oddech: Decyzja, 1978 (Der Atem. Eine Entscheidung; przeł. Sława Lisiecka, wyd. pol. 1983)
- Tak, 1978 (Ja; przeł. Monika Muskała, wyd. pol. Czytelnik 2015)
- Der Stimmenimitator, 1978
- Wyjadacze, 1980 (Die Billigesser; przeł. Monika Muskała, wyd. pol. Czytelnik 2015)
- Chłód. Izolacja, 1981 (Die Kälte. Eine Isolation; przeł. Sława Lisiecka, wyd. pol. Czytelnik 1987)
- Dziecko[13] 1982 (Ein Kind; przeł. Sława Lisiecka, wyd. pol. Wydawnictwo Literackie 1998, Wydawnictwo Czarne 2011, 2019)
- Beton, 1982 (Beton, przeł. Ernest Dyczek, Marek Feliks Nowak, wyd. pol. Atut 2001)
- Bratanek Wittgensteina. Przyjaźń, 1982 (Wittgensteins Neffe. Eine Freundschaft; wyd. pol. Oficyna Literacka 1997, Czytelnik 2019)
- Przegrany, 1983 (Der Untergeher; przeł. Marek Kędzierski, wyd. pol. Czytelnik 2002, 2019)
- Wycinka, 1984 (Holzfällen. Eine Erregung; przeł. Monika Muskała, wyd. pol. Czytelnik 2011)
- Dawni mistrzowie. Komedia, 1985 (Alte Meister. Komödie; przeł. Marek Kędzierski, wyd. pol. Czytelnik 2005, 2010)
- Wymazywanie. Rozpad, 1986 (Auslöschung. Ein Zerfall; przeł. Sława Lisiecka, wyd. pol. W.A.B. 2005)
- Der deutsche Mittagstisch. Dramolette, 1988
- In der Höhe. Rettungsversuch, Unsinn, 1989
- Spotkanie. Rozmowy z Kristą Fleischmann, 1991
- Thomas Bernhard: Kurzprosa Bd. XIV der Werkausgabe, 2003
- Moje nagrody, 2009 (Meine Preise; wyd. pol. Czytelnik 2010)

### Dramaty
- Die Rosen der Einöde. Fünf Sätze für Ballett, Stimmen und Orchester, 1959
- Święto Borysa, 1970 (Ein Fest für Boris; wyd. pol. Wydawnictwo Literackie 2001)
- Ignorant i szaleniec, 1972 (Der Ignorant und der Wahnsinnige)
- Na polowaniu, 1974 (Die Jagdgesellschaft)
- Siła przyzwyczajenia (Die Macht der Gewohnheit), 1974
- Der Präsident, 1975
- Die Berühmten, 1976
- Portret artysty z czasów starości, 1977 (Minetti. Ein Porträt des Künstlers als alter Mann)
- Immanuel Kant, 1978 (wyd. pol. Wydawnictwo Literackie 2001)
- Naprawiacz świata, 1979 (Der Weltverbesserer, wyd. pol. Wydawnictwo Literackie 2001)
- Przed odejściem w stan spoczynku 1979 (Vor dem Ruhestand. Eine Komödie von deutscher Seele; wyd. pol. Wydawnictwo Literackie 2001)
- Na szczytach panuje cisza, 1981 (Über allen Gipfeln ist Ruh. Ein deutscher Dichtertag um 1900; wyd. pol. Wydawnictwo Literackie 2001)
- U celu, 1981
- Der Schein trügt, 1983
- Komediant (Der Theatermacher), 1984
- Rodzeństwo, 1984 (Ritter, Dene, Voss; wyd. pol. Wydawnictwo Literackie 2004)
- Einfach kompliziert, 1986
- Elisabeth II. Keine Komödie, 1987
- Plac Bohaterów, 1988 (Heldenplatz; wyd. pol. Wydawnictwo Literackie 2004)

### Poezja
- In hora mortis, 1958